# Kutztown
Kutztown è una borough degli Stati Uniti d'America, nella contea di Berks nello Stato della Pennsylvania. Secondo il censimento del 2000 la popolazione è di 5.067 abitanti.

## Società

### Evoluzione demografica
La composizione etnica vede una maggioranza della etnia  caucasica (97,00%), seguita da quella afroamericana (0,99%) dati del 2000.
| borough di Kutztown Popolazione |       |
| 2000                            | 5.067 |
| Stima al 2009                   | 5.102 |